# Rockland (Maine)
Rockland település az Amerikai Egyesült Államok Maine államában, Knox megyében, melynek megyeszékhelye. Lakosainak száma 6936 fő (2020. április 1.).

## Népesség
A település népességének változása:

| 2010 | 7 297 |
| 2020 | 6 936 |